# Campanula filicaulis
Campanula filicaulis là loài thực vật có hoa trong họ Hoa chuông. Loài này được Durieu mô tả khoa học đầu tiên năm 1849.